# Atletica leggera ai Giochi della I Olimpiade - 400 metri piani
La gara dei 400 metri piani dei giochi della I Olimpiade si tenne il 6 e 7 aprile ad Atene, nello Stadio Panathinaiko, in occasione delle prime Olimpiadi dell'era moderna. Vi parteciparono sette atleti provenienti da quattro nazioni.
I 400 metri sono la conversione metrica della distanza delle 440 iarde, all'epoca molto più popolare. I migliori cinque atleti del mondo corrono la distanza sotto i 49 secondi. Due sono britannici e tre statunitensi. La migliore prestazione mondiale del 1895, 48"5, appartiene al britannico Edgar Bredin, che all'inizio dell'anno è passato al professionismo. Sempre nel 1895, il titolo statunitense delle 440 iarde è vinto da Tom Burke in 49"6 (personale di 48"7). Membro della squadra di atletica dell'Università di Boston, Burke è l'unico campione USA in carica che partecipa ai Giochi olimpici.

## Risultati

### Batterie
Le batterie si disputano il 6 aprile e sono le ultime della giornata. Dei sette atleti che parteciparono alla gara, cinque di questi sono iscritti anche ai 100 metri. I concorrenti sono divisi in due batterie; i primi due di ogni batteria si qualificano per la finale, che si tiene il giorno successivo, 7 aprile.

### 1ª batteria
| Pos | Nazione     | Atleta          | Tempo |
| --- | ----------- | --------------- | ----- |
| Q   | Stati Uniti | Herbert Jamison | 56"8  |
| Q   | Germania    | Fritz Hofmann   | 58"6  |
| 3   | Francia     | Adolphe Grisel  | n/d   |
| 3   | Germania    | Kurt Doerry     | n/d   |

### 2ª batteria
| Pos | Nazione     | Atleta         | Tempo |
| --- | ----------- | -------------- | ----- |
| Q   | Stati Uniti | Tom Burke      | 58"4  |
| Q   | Regno Unito | Charles Gmelin | n/d   |
| 3   | Francia     | Frantz Reichel | n/d   |

### Finale
| Pos     | Paese       | Atleta          | Età | Tempo |
| ------- | ----------- | --------------- | --- | ----- |
| Oro     | Stati Uniti | Tom Burke       | 21  | 54"2  |
| Argento | Stati Uniti | Herbert Jamison | 21  | 55"2  |
| Bronzo  | Regno Unito | Charles Gmelin  | 24  | 55"6  |
| 4       | Germania    | Fritz Hofmann   | 25  | n/d   |

Tom Burke realizzò una doppietta 100-400 metri che è rimasta ineguagliata nella storia delle Olimpiadi. Per quanto riguarda i tempi, molto alti, ottenuti dai concorrenti, probabilmente sono da attribuire al fondo troppo molle e al raggio di curvatura troppo stretto della pista.